# Хук (Васлуј)
Хук (рум. Huc) насеље је у Румунији у округу Васлуј у општини Тодирешти. Oпштина се налази на надморској висини од 124 m.

## Становништво
Према подацима из 2002. године у насељу је живело 579 становника, од којих су сви румунске националности.